# Réserve naturelle d'Øra
 (octobre 2024).
La réserve naturelle d'Øra est une réserve naturelle norvégienne située à Fredrikstad dans le comté d'Østfold. La réserve naturelle est située à l'est de l'estuaire de la rivière Glomma. La réserve a, depuis 1985, le statut de site ramsar, en raison de son importance pour les oiseaux migrateurs.
La réserve a été créée en 1979 afin de protéger de vastes zones peu profondes à marée basse et que cette aire soit utilisée en période de migration, au printemps et en automne, comme une aire de repos. La région est également utilisée par les oiseaux pour la couvaison, la mue et  l'hivernage. La végétation se compose entre autres de roseaux, joncs, scirpe et potamot, qui sont une importante source de nourriture pour les espèces les plus communes, à savoir cygne chanteur, cygne tuberculé, canard colvert, sarcelle, garrot et bécasseau.
Øra  est le seul lieu de couvaison permanent pour les panures à moustaches en Norvège. Il y a une colonie avec plus de 700 couples de cormorans. Ces derniers diffèrent de ceux que l'on trouve habituellement en Norvège (grand cormoran) : ils ont plus de blanc dans le plumage et nichent dans les arbres.
La réserve se compose de plages, d'îles et de la mer. On y trouve aussi bien des poissons d'eau douce que des poissons de mer.